# Portrait de Juliette
Ne doit pas être confondu avec Portrait de Juliette Courbet.
Portrait de Juliette est un tableau réalisé par le peintre français Gustave Courbet vers 1842. Cette huile sur toile est un portrait en buste qui représente le profil gauche de la sœur de l'artiste, Juliette Courbet. Acquise pour 210 000 € auprès d'un particulier au terme d'une campagne de dons lancée début 2019, l'œuvre est depuis conservée au musée Courbet, à Ornans.
D'autres peintures figurant la jeune fille existent ailleurs dans le monde, celle-ci s'intercalant chronologiquement entre deux toiles allemande et argentine d'une part et une parisienne d'autre part.

## Galerie

Autres portraits de Juliette fillette par Gustave Courbet
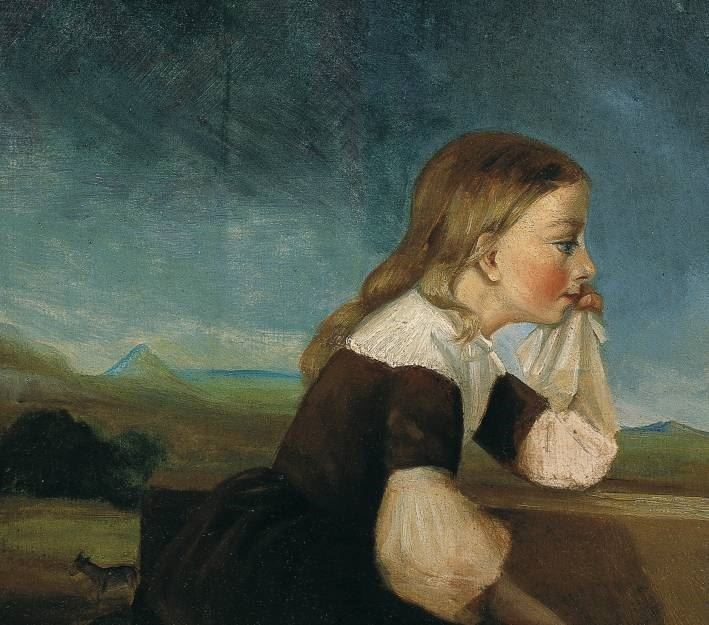
Musée Von-der-Heydt, Wuppertal, 1839.
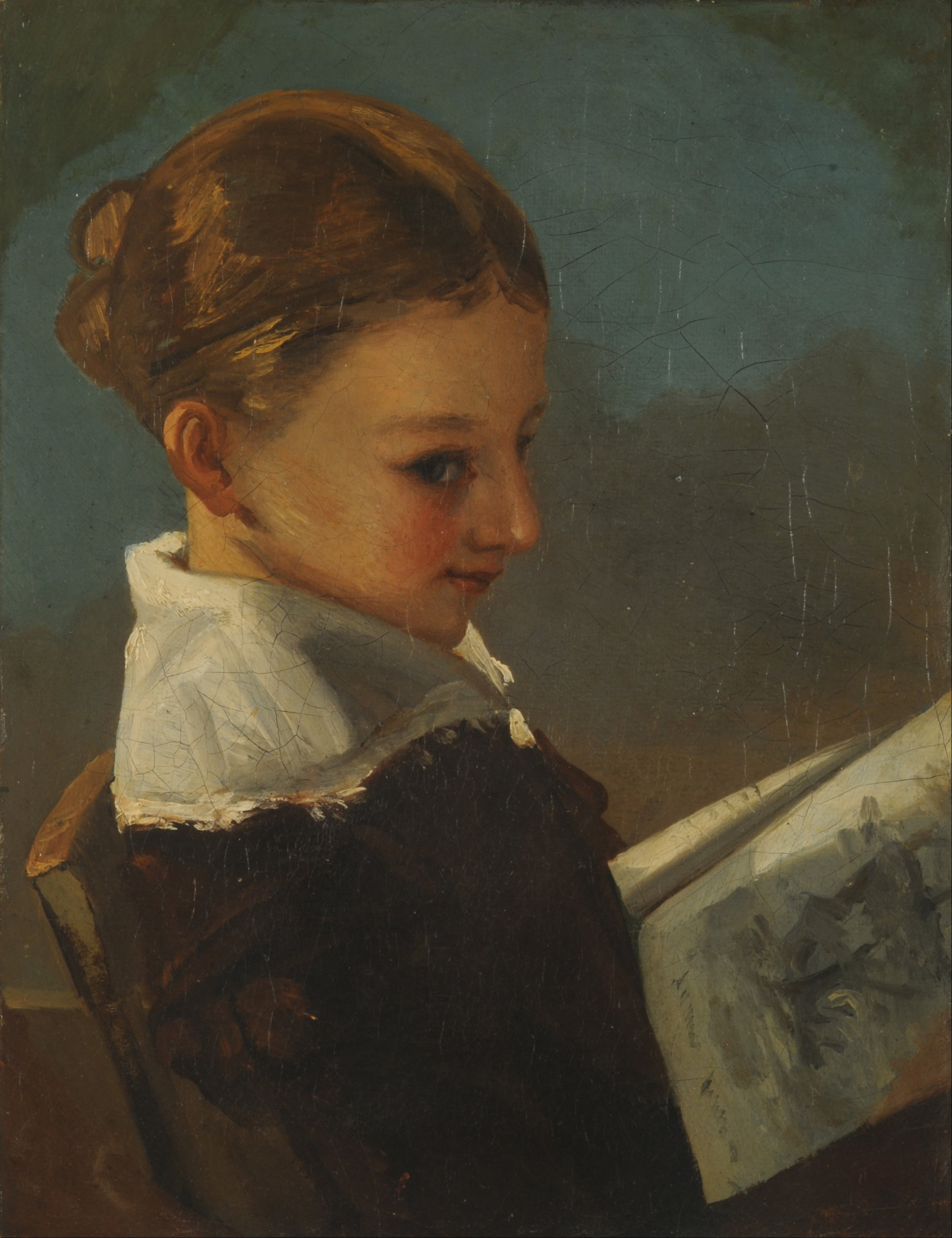
Juliette Courbet âgée de dix ans, Musée national des Beaux-Arts, Buenos Aires, vers 1841.
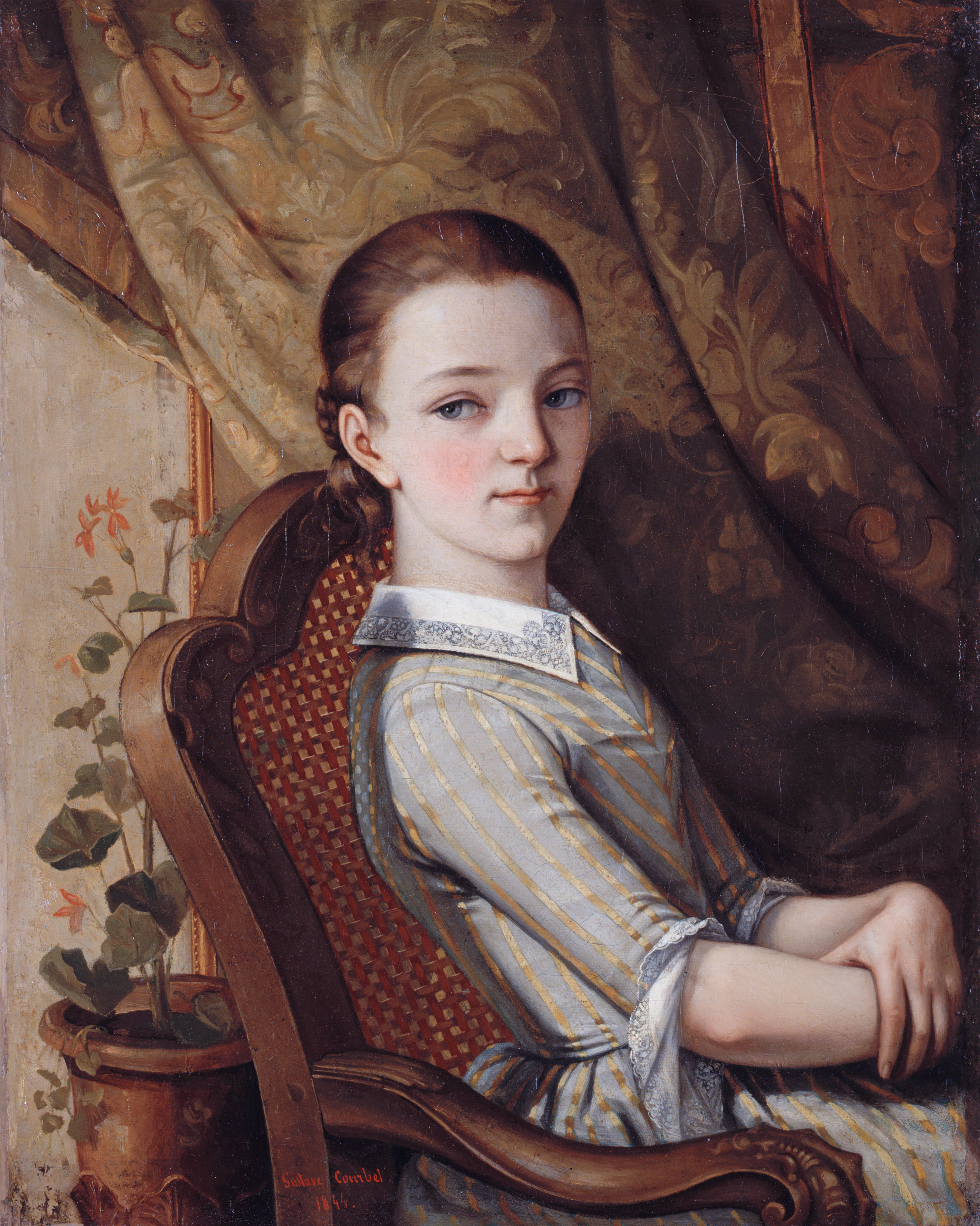
Portrait de Juliette Courbet, Petit Palais, Paris, 1844.